# Tour de California 2015
La 10.ª edición del Tour de California se disputó desde el 12 hasta el 17 de mayo de 2015.
La carrera fue ganada por Peter Sagan quien además se hizo con dos etapas. En segundo lugar finalizó Julian Alaphilippe y tercero Sergio Henao. El eslovaco se alzó con la victoria gracias al sprint final de la última etapa donde bonificó y logró superar por solo 3 segundos a Alaphilippe.

## Equipos participantes
Tomaron parte en la carrera 18 equipos; 8 de categoría UCI ProTeam, 4 Profesionales Continentales y 6 Continentales. Todas las formaciones estuvieron integradas por 8 ciclistas (excepto Giant-Alpecin que lo hizo con 7) formando así un pelotón de 143 corredores de los que finalizaron 121.
| N.º     | Equipo                                     | Cód. UCI | Categoría               |
| ------- | ------------------------------------------ | -------- | ----------------------- |
| 1-8     | Team Sky                                   | SKY      | UCI ProTeam             |
| 11-18   | Etixx-Quick Step                           | EQS      | UCI ProTeam             |
| 21-28   | BMC Racing                                 | BMC      | UCI ProTeam             |
| 31-37   | Team Giant-Alpecin                         | TGA      | UCI ProTeam             |
| 41-48   | Tinkoff-Saxo                               | TCS      | UCI ProTeam             |
| 51-58   | Trek Factory Racing                        | TFR      | UCI ProTeam             |
| 61-68   | Team Lotto NL-Jumbo                        | TLJ      | UCI ProTeam             |
| 71-78   | Team Cannondale-Garmin                     | TCG      | UCI ProTeam             |
| 81-88   | MTN Qhubeka                                | MTN      | Profesional Continental |
| 91-98   | Drapac Professional Cycling                | DPC      | Profesional Continental |
| 101-108 | UnitedHealthcare Professional Cycling Team | UHC      | Profesional Continental |
| 111-118 | Novo Nordisk                               | TNN      | Profesional Continental |
| 121-128 | Optum-Kelly Benefit Strategies             | OPM      | Continental             |
| 131-138 | Jelly Belly-Maxxis                         | JBC      | Continental             |
| 141-148 | Jamis-Hagens Berman                        | JHB      | Continental             |
| 151-158 | Hincapie Racing Team                       | HSD      | Continental             |
| 161-168 | Axeon Cycling Team                         | BDT      | Continental             |
| 171-178 | SmartStop                                  | SSC      | Continental             |

## Etapas
| Etapa | Fecha      | Recorrido                   | km         | Ganador            | Líder              |
| 1.ª   | 10 de mayo | Sacramento-Sacramento       | 203,1      | Mark Cavendish     | Mark Cavendish     |
| 2.ª   | 11 de mayo | Nevada City-Lodi            | 193,7      | Mark Cavendish     | Mark Cavendish     |
| 3.ª   | 12 de mayo | San José-San José           | 169,8      | Toms Skujiņš       | Toms Skujiņš       |
| 4.ª   | 13 de mayo | Pismo Beach -Avila Beach    | 173,1      | Peter Sagan        | Toms Skujiņš       |
| 5.ª   | 14 de mayo | Santa Bárbara-Santa Clarita | 154        | Mark Cavendish     | Toms Skujiņš       |
| 6.ª   | 15 de mayo | Santa Clarita-Santa Clarita | 10,6 (CRI) | Peter Sagan        | Peter Sagan        |
| 7.ª   | 16 de mayo | Ontario-Monte Baldy         | 128,7      | Julian Alaphilippe | Julian Alaphilippe |
| 8.ª   | 17 de mayo | Los Ángeles-Los Ángeles     | 105        | Mark Cavendish     | Peter Sagan        |

## Clasificaciones

### Clasificación general
| Pos. | Ciclista           | Equipo              | Tiempo           |
| ---- | ------------------ | ------------------- | ---------------- |
|      | Peter Sagan        | Tinkoff-Saxo        | 28 h 13 min 12 s |
| 2.º  | Julian Alaphilippe | Etixx-Quick Step    | a 3 s            |
| 3.º  | Sergio Henao       | Sky                 | a 37 s           |
| 4.º  | Joe Dombrowski     | Cannondale-Garmin   | a 1 min 14 s     |
| 5.º  | Robert Gesink      | Lotto NL-Jumbo      | a 1 min 15 s     |
| 6.º  | Haimar Zubeldia    | Trek Factory Racing | a 1 min 16 s     |
| 7.º  | Ian Boswell        | Sky                 | a 1 min 23 s     |
| 8.º  | Riccardo Zoidl     | Trek Factory Racing | a 1 min 24 s     |
| 9.º  | Peter Kennaugh     | Sky                 | a 1 min 44 s     |
| 10.º | Rob Britton        | SmartStop           | a 2 min 10 s     |

| 11.º | Lachlan Norris     | Drapac                         | a 2 min 19 s |
| 12.º | Ben Hermans        | BMC Racing                     | a 2 min 21 s |
| 13.º | Tao Geoghegan Hart | Axeon                          | a 2 min 36 s |
| 14.º | Phillip Gaimon     | Optum-Kelly Benefit Strategies | a 2 min 53 s |
| 15.º | Jay McCarthy       | Tinkoff-Saxo                   | a 3 min 16 s |
| 16.º | Carter Jones       | Giant-Alpecin                  | a 3 min 23 s |
| 17.º | Benjamin King      | Cannondale-Garmin              | a 3 min 40 s |
| 18.º | Danilo Wyss        | BMC Racing                     | a 4 min 10 s |
| 19.º | Manuel Senni       | BMC Racing                     | a 4 min 46 s |
| 20.º | Janez Brajkovič    | UniteHealthcare                | a 4 min 48 s |

### Clasificación por puntos
| Pos. | Ciclista       | Equipo           | Puntos |
| ---- | -------------- | ---------------- | ------ |
|      | Mark Cavendish | Etixx-Quick Step | 75     |
| 2.º  | Peter Sagan    | Tinkoff-Saxo     | 62     |
| 3.º  | Wouter Wippert | Drapac           | 38     |

### Clasificación de la montaña
| Pos. | Ciclista       | Equipo             | Puntos |
| ---- | -------------- | ------------------ | ------ |
|      | Daniel Oss     | BMC Racing         | 48     |
| 2.º  | Toms Skujiņš   | Hincapie Racing    | 33     |
| 3.º  | Lachlan Morton | Jelly Belly-Maxxis | 20     |

### Clasificación de los jóvenes
| Pos. | Ciclista           | Equipo           | Tiempo           |
| ---- | ------------------ | ---------------- | ---------------- |
|      | Julian Alaphilippe | Etixx-Quick Step | 28 h 13 min 15 s |
| 2.º  | Tao Geoghegan Hart | Axeon            | a 2 min 33 s     |
| 3.º  | Jay McCarthy       | Tinkoff-Saxo     | a 3 min 13 s     |

### Clasificación por equipos
| Pos. | Equipo              | Tiempo           |
| ---- | ------------------- | ---------------- |
|      | Sky                 | 84 h 43 min 10 s |
| 2.º  | Trek Factory Racing | a 4 min 06 s     |
| 3.º  | BMC Racing          | a 5 min 35 s     |